# Marcus Scribner
Marcus Scribner (Los Ángeles, California; 7 de enero de 2000) es un actor estadounidense. Es más conocido por interpretar a Andre Johnson Jr. en la sitcom de la ABCBlack-ish y dar voz al personaje de Bow en la serie animada de Netflix aclamada por la crítica She-Ra and the Princesses of Power.

## Primeros años y educación
Scribner nació el 7 de enero en el Cedars-Sinai Medical Center y se crio en Los Ángeles. Su nombre deriva de la mitología romana y griega, como su padre Troy y su hermana Athena. Scribner también tiene un perro llamado Zeus a quien él adoptó cuando era cachorro para conmemorar su primer trabajo como actor. Similar a su personaje en Black-ish, su padre es negro, y su madre es mitad negra y mitad blanca. La familia de su padre es de Los Ángeles, mientras que su abuela materna es de Inglaterra. Scribner asistió a una escuela de educación primaria principalmente judía. Comenzó a estudiar interpretación a los siete años. En ese momento, era muy tímido y no tenía ninguna afición. Además de los deportes, Scribner tomó clases de interpretación e inmediatamente le encantó. Desde entonces, Scribner tomó clases de interpretación los fines de semana. Scribner más tarde admitió que entonces tenía miedo de lesionarse. A pesar de eso, disfruta de deportes como el baloncesto y el lacrosse, y también le gustan los videojuegos. Cuando estaba en la guardería, Scribner se golpeó la cabeza contra el cemento mientras jugaba al baloncesto y tuvo que recibir cinco puntos. Scribner comenzó a tocar el clarinete durante el quinto grado. Aunque Scribner comenzó en un instituto público en 2014, a comienzos de 2015, empezó a estudiar desde casa para acomodarse a su horario de trabajo.

## Carrera
Cuando tenía 10 años, Scribner consiguió su primer papel en la serie de comedia dramática Castle. Scribner apareció en las series New Girl, Wedding Band y Wendell & Vinnie. A los 14 años, Scribner obtuvo su primer gran papel cuando fue elegido para el papel de Andre Johnson Jr. en la sitcom de la Black-ish junto a Anthony Anderson, Tracee Ellis Ross, Laurence Fishburne y Jenifer Lewis. Scribner venció al propio hijo de Anderson, Nathan, para el papel. En una entrevista con Teen Vogue, el actor explicó que se identificaba en gran medida con la serie. Scribner tenía 13 años cuando él hizo una primera audición para la serie, y 14 años cuando se filmó el piloto. Scribner recibió una nominación para el Premio NAACP Image al Mejor Actor de Reparto en una Comedia por su interpretación de Junior en la primera temporada. En 2015, Scribner dio voz a  Buck en la película animada de Pixar The Good Dinosaur. En 2016, Scribner comenzó a dar voz al papel recurrente de Smudge como estrella invitada en la serie animada de Netflix Home: Adventures with Tip & Oh. Más tarde ese verano, Scribner comenzó la producción de la comedia Alexander IRL junto a Nathan Kress. Con la presentación del spin-offGrown-ish, Scribner toma un papel más destacado durante la cuarta temporada de Black-ish. En 2018, se anunció que Scribner protagonizaría el thriller "Confessional."
Scribner dio voz a Bow en la serie animada de Netflix, She-Ra and the Princesses of Power. Como su nombre sugiere, Bow es un arquero experto. Bow es también el mejor amigo de Glimmer y She-Ra.

## Filmografía

### Cine
| Año  | Tïtulo                    | Papel      | Notas                            |
| ---- | ------------------------- | ---------- | -------------------------------- |
| 2015 | The Good Dinosaur         | Buck (voz) | Película animada                 |
| 2017 | Alexander IRL             | Darius     | Película original de YouTube Red |
| 2020 | Confessional              | Garret     | Papel protagonista               |
| 2020 | The F**k-it List          | Clint      | Papel protagonista               |
| 2023 | How to Blow Up a Pipeline | Shawn      |                                  |

### Televisión
| Año       | Título                             | Papel                    | Notas                                            |
| --------- | ---------------------------------- | ------------------------ | ------------------------------------------------ |
| 2010      | Castle                             | Tim Thornton             | Episodio: "Den of Thieves"                       |
| 2012      | New Girl                           | Toby                     | Episodio: "Control"                              |
| 2012      | Wedding Band                       | Ben                      | Episodio: "Get Down on It"                       |
| 2013      | Wendell & Vinnie                   | Graham                   | Episodio: "Valentines & the Cultural Experience" |
| 2014–2022 | Black-ish                          | Andre Johnson Jr.        | Papel principal                                  |
| 2016      | American Dad!                      | Espectador de cine (voz) | Episodio: "Garfield and Friends"                 |
| 2016      | Home: Adventures with Tip & Oh     | Smudge (voz)             |                                                  |
| 2018—2020 | She-Ra and the Princesses of Power | Bow (voz)                | Elenco principal                                 |

## Premios y nominaciones
| Año  | Asociación           | Categoría                                                        | Trabajo nominado | Resultado |
| ---- | -------------------- | ---------------------------------------------------------------- | ---------------- | --------- |
| 2015 | NAACP Image Awards   | Premio NAACP Image al Mejor Actor de Reparto en Serie de Comedia | Black-ish        | Nominado  |
| 2016 | NAACP Image Awards   | Premio NAACP Image a la Mejor Interpretación de un Joven         | Black-ish        | Ganador   |
| 2016 | Premios Young Artist | Mejor Reparto Joven en una Serie de TV                           | Black-ish        | Nominado  |
| 2017 | Premios Young Artist | Mejor Interpretación en una Serie de TV – Actor Adolescente      | Black-ish        | Nominado  |